# Guaiabero
De guaiabero (Bolbopsittacus lunulatus) is een papegaaiachtige uit de familie Psittaculidae die alleen voorkomt in de Filipijnen. De naam guaiabero komt van zijn reputatie guave te eten.
De Filipijnse naam voor deze vogel is Batotok of Bubutok.

## Algemeen
De guaiabero is een kleine papegaaiachtige met een korte staart. De twee geslachten zijn verschillend van uiterlijk en de ondersoorten verschillen enigszins van kleur in het gezicht en de nekkraag. Bij B. l. lunulatus heeft het mannetje een groene kruin, rug en voorkant van de vleugels. De plekken achter de oren, de oogring, de kin en de smalle nekkraag is blauw. De onderkant van de rug en de stuit zijn groenachtig geel, de staart blauwgroen. De vliegveren zwart met kobaltblauwe randen. De onderzijde van het mannetje is geelachtig groen. Het vrouwtje is minder blauw in het gezicht en heeft een gele nekkraag. De stuit is grotendeels groen met geel en zwarte strepen op de veren. Een juveniel lijkt op het vrouwtje, maar is valer van kleur. De snavel van de guaiabero is zwart, de ogen donkerbruin en de poten grijs met groen.
Deze soort wordt inclusief staart 16,5 centimeter en heeft een vleugellengte van 10 centimeter.

## Ondersoorten en verspreiding
De guaiabero komt voor op de Filipijnen en telt vier ondersoorten:
- B. l. lunulatus: Luzon.
- B. l. callainipictus: Samar.
- B. l. intermedius: Leyte en Panaon.
- B. l. mindanensis: Mindanao.

## Leefgebied
De guaiabero komt over het algemeen voor in bossen en bosranden beneden 1000 meter boven zeeniveau. Normaal gesproken leeft deze vogel alleen of in paartjes. Ze worden echter ook weleens gezien in grote zwermen van zo'n 20 exemplaren, soms samen met kleine bruine vruchtduiven, Phapitreron leucotis.

## Status
De grootte van de populatie is niet gekwantificeerd maar de soort wordt omschreven als vrij algemeen. Op de Rode lijst van de IUCN heeft deze soort de status niet bedreigd.